# لانوزی
لانوزی (به ایتالیایی: Lanusei) یک کومونه در ایتالیا است که در استان الیاسترا واقع شده‌است.

## خصوصیات
لانوزی ۵۳٫۳۸ کیلومترمربع مساحت و ۵٬۸۱۲ نفر جمعیت دارد و ۵۹۵ متر بالاتر از سطح دریا واقع شده‌است.